# Tish Cyrus
Tish Finley Cyrus (født 15. maj 1967) er en amerikansk manager og producer. Hun har ledet sine to døtre, Miley og Noah Cyrus, siden begyndelsen af deres karriere, og administrerer dem stadig sammen med Jonathan Daniel fra Crush Music. Cyrus er ejer og nuværende præsident for Hopetown Entertainment, et privatejet tv- og filmproduktionsselskab.

## Karriere
Cyrus har produceret film med hendes datter Miley Cyrus i hovedrollen. Hun var executive producer af The Last Song, baseret på romanen af Nicholas Sparks . Hun medvirkede i tv-showet Cyrus vs.Cyrus: Design and Conquer, som blev lanceret den 25. maj 2017.